# Salvadoraceae
Salvadoraceae, manja biljna porodica iz reda kupusolike, koja je dobila ime po rodu Salvadora. Sastoji se od devet vrsta unutar tri roda.

## Opis
Salvadoraceae uključuje 3 roda i 10 vrsta grmova koji rastu na sušnijim i ponekad slanim mjestima na području od Afrike (uključujući Madagaskar) do jugoistočne Azije i zapadne Malezije. Cvjetovi imaju isti broj čašica, latica i prašnika, a ponekad se sa prašnicima izmjenjuju nektarske žlijezde. Plod je mesnat, sadrži ili sjemenke ili košticu. Grančice Salvadora persica, vrste koja raste od Afrike do Indije, čine čekinjasti štapić za žvakanje, a biljka ima vrijedna antiseptička svojstva koja je čine korisnom u pastama za zube. Lišće mogu jesti pripitomljene životinje, a plod je jestiv (neki znanstvenici misle da bi to moglo biti "zrno gorušice" opisano u Bibliji).

## Rodovi
1. Genus Azima Lam. (3 spp.)
2. Genus Dobera Juss. (2 spp.)
3. Genus Salvadora L. (5 spp.)